# Dazzy Cornez
Pas d'image ? Cliquez ici

a Compétitions nationales et continentales officielles uniquement.

b Matchs officiels uniquement.
Dernière mise à jour le 20/10/2023.
Dazzy Cornez, de son vrai nom Chijioke Cornez, est un joueur belge de rugby à XV. 

## Biographie
Dazzy Cornez commence le rugby à Péruwelz avant d'intégrer le RC Frameries. Jouant en junior avec Frameries, il intègre l'équipe de Belgique des moins de 17 ans, avant de partir en 2014 pour le centre de formation de l'US bressane.
Il ne reste qu'une saison à l'US bressane et revient par la suite à Frameries, où ses prestations lui permettent de faire de rejoindre l'équipe de Belgique, bien qu'il ne décroche pas sa première sélection. 
En 2017, il retourne en France pour intégrer les rangs du RC Arras en Fédérale 2, venant avec deux compatriotes. Durant sa saison, il obtient une première sélection en équipe de Belgique, étant titulaire à l'arrière face à la Géorgie.
À la suite de la relégation d'Arras en Fédérale 3, Dazzy Cornez quitte le club et rejoint le CO Le Creusot (Fédérale 2), où il retrouve un autre international belge en la personne de Brieuc Corradi. Il se blesse au tibia lors de sa première saison et doit manquer les phases finales. Ambitionnant d'aller en Fédérale 1, il se montre à son avantage lors d'un match amical face à l'AS Mâcon en janvier 2020, qui le recrute pour la saison 2020-2021. Entre temps il connaît une nouvelle sélection en équipe de Belgique, toujours face à la Géorgie, mais cette fois en tant que troisième ligne, un poste auquel il n'évolue pas en club.
Il retrouve la sélection nationale en 2023, étant titulaire lors du championnat d'Europe, tantôt à l'aile, tantôt à l'arrière. Il y inscrit son premier essai international, face à la Pologne.

## Statistiques en sélection nationale
| Année | Compétition | Matchs | Points | Essais | Transf. | Drops | Pénal. |
| ----- | ----------- | ------ | ------ | ------ | ------- | ----- | ------ |
| 2018  | REC         | 1      | -      | -      | -       | -     | -      |
| 2020  | REC         | 1      | -      | -      | -       | -     | -      |
| 2022  | Test        | 1      | -      | -      | -       | -     | -      |
| 2023  | REC         | 4      | 5      | 1      | -       | -     | -      |
| Total | Total       | 7      | 5      | 1      | -       | -     | -      |

| Essai | Adversaire | Lieu                           | Compétition | Date            | Résultat | Score |
| ----- | ---------- | ------------------------------ | ----------- | --------------- | -------- | ----- |
| 1     | Pologne    | Narodowy Stadion Rugby, Gdynia | REC 2023    | 18 février 2023 | Défaite  | 21-15 |